# Vlagtwedde
Vlagtwedde a fost o comună și o localitate în provincia Groningen, Țările de Jos. 

## Istoric
Satul este situat în regiunea Westerwolde. Această regiune a aparținut între 1252 - 1559 de Episcopatul Münster, între 1560 - 1617 de Comitatul Aremberg și de la 1619 de orașul, și mai târziu de provincia Groningen. 
A fost singura trecere pe drumul prin mocirla Bourtange între Groningen și Lingenfelder și mai departe catre Westfalen.
Cetatea a fost demolata din 1851. 

## Localități componente
Abeltjeshuis, Bakovensmee, Barnflair, Borgertange, Borgerveld, Bourtange, Burgemeester Beinsdorp, De Bruil, Ellersinghuizen, Hanetange, Harpel, Hasseberg, Hebrecht, 't Heem, Jipsingboermussel, Jipsingboertange, Jipsinghuizen, Lammerweg, Laude, Lauderbeetse, Laudermarke, Lauderzwarteveen, Leemdobben, Maten, Munnekemoer, Over de Dijk, Overdiep, Pallert, Plaggenborg, Poldert, Renneborg, Rhederveld, Rijsdam, Roelage, 't Schot, Sellingen, Sellingerbeetse, Sellingerzwarteveen, Slegge, Stakenborg, Stobben, Ter Apel, Ter Apelkanaal, Ter Borg, Ter Haar, Ter Walslage, Ter Wisch, Veele, Veerste Veldhuis, Vlagtwedde, Vlagtwedder-Barlage, Vlagtwedder-Veldhuis, Weende, Weenderveld, Weite, Wessingtange, Wollingboermarke, Wollinghuizen, Zandberg, Zuidveld.